# Kniepass
Kniepass är ett bergspass i Österrike.   Det ligger i distriktet Zell am See och förbundslandet Salzburg, i den centrala delen av landet, 280 km väster om huvudstaden Wien. Kniepass ligger 726 meter över havet.
Terrängen runt Kniepass är bergig söderut, men norrut är den kuperad. Kniepass ligger nere i en dal. Runt Kniepass är det ganska glesbefolkat, med 42 invånare per kvadratkilometer.. Närmaste större samhälle är Grossgmain, 16,5 km nordost om Kniepass. 
I omgivningarna runt Kniepass växer i huvudsak blandskog.